# Трамвайні маршрути Києва
До оголошення у березні 2020 року карантину у Києві налічувалось 23 трамвайних маршрути (з них 5 — швидкісні, 12 належать правобережній трамвайній мережі, 11 — лівобережній), але історично існувало до 35. Давня нумерація зберігається і на сьогодні, унаслідок чого утворюються великі прогалини у ній.
Номери діючих маршрутів виділені в заголовках жирним написанням, закритих — закреслені.

## №1
Трамвай № 1 з'єднує житловий масив Михайлівська Борщагівка з Київським метрополітеном, вокзалом та центром міста. Близько половини дистанції маршрут є швидкісним (правобережна лінія).

### Історія

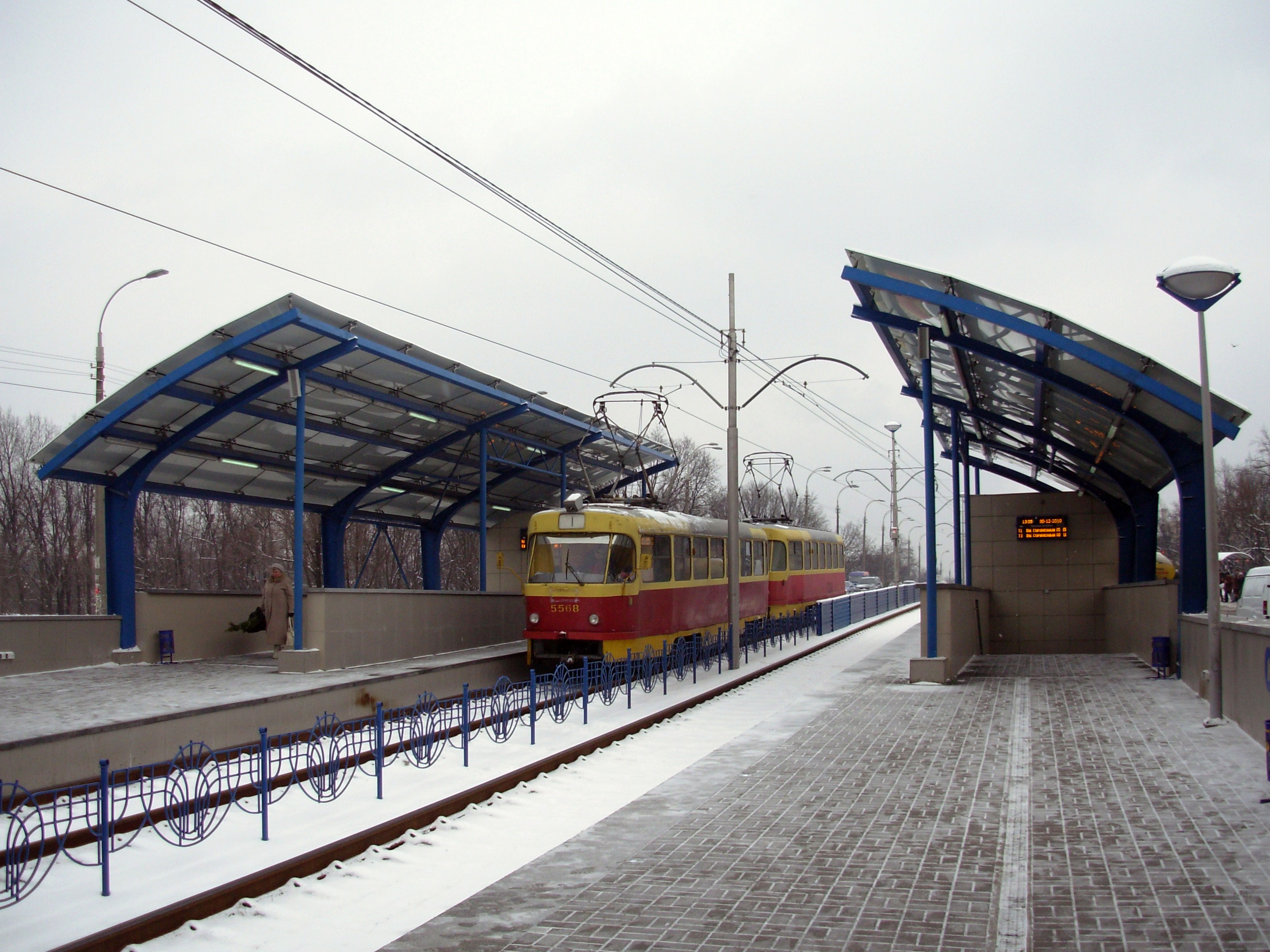
Трамвай 1-го маршруту на станції «Сім'ї Сосніних»

Перший трамвай з'явився у Києві на Олександрівському (нині — Володимирському) узвозі, сполучаючи Поділ (Олександрівську, нині Контрактову площу) з Царською (нині — Європейська площа). Сталося це 1892 року. Згодом маршрут був продовжений до сучасної Либідської площі, та курсував за цим маршрутом аж до часів Української революції 1917—1921 років. Після неї маршрут було відновлено, але невдовзі (1930 року) його було скорочено — замість Контрактової площі перший маршрут ходив до Європейської. Тим часом були запущені маршрути № 1а (Контрактова площа — Європейська площа) та № 1б (Європейська площа — Володимирський ринок).
1934 року, разом зі зняттям трамвайних колій по Хрещатику, маршрути № 1а та № 1б були закриті, а № 1 скорочений до Бесарабської площі. Щоправда, вже через рік маршрут № 1 подовжили по вулицях Володимирській та Малій Житомирській до теперішнього Майдану Незалежності.
Після Другої світової війни маршрут спочатку було скорочено з одного боку до площі Богдана Хмельницького, а 1948 року з іншого — у зв'язку з припиненням руху трамваїв по Великій Васильківській вулиці — до площі Українських Героїв. 1956 року його скорочено знову — до університету імені Шевченка, а через три роки взагалі закрито.
Знову трамвай № 1 з'явився у Києві 1963 року, з'єднуючи між собою нововідкриту станцію метро "Завод «Більшовик» з Відрадним масивом. 1970 року його маршрут змінився на «Палац Спорту — вул. Сім'ї Сосніних», ставши схожим на сучасний. 1977 року, одночасно з відкриттям швидкісного трамвая, маршрут № 1 перенесено на його трасу по вулиці Борщагівській замість Брест-Литовського шосе, яким він курсував до того. 1984 року № 1 подовжено від зупинки «Вулиця Зодчих» до Михайлівської Борщагівки.
1989 року введено коротку версію маршруту — № 1к, вагони якого рухалися від вулиці Старовокзальної до Михайлівської Борщагівки.
2001 року, у зв'язку з закриттям лінії до Палацу Спорту, маршрут № 1 було закрито. № 1к продовжував працювати, і 2006 року його було перейменовано на № 1.
2007 року, у зв'язку з поступовим закриттям Правобережного швидкісного трамвая на реконструкцію, маршрут № 1 було закрито, а замість нього введено коротшу на одну зупинку версію № 1к (курсував від площі Перемоги замість Старовокзальної вулиці). Через початок наступних фаз реконструкції наступного року цей маршрут було скорочено до станції «Політехнічна», і наприкінці того ж року закрито. Натомість знову відкрили маршрут № 1, що курсував від вулиці Старовокзальної до Михайлівської Борщагівки, але через Лук'янівку. Цю версію закрито 12 червня 2009 одночасно з повною зупинкою руху швидкісною лінією.
Відновлено рух першого маршруту 16 жовтня 2010 року на реконструйованій трасі і з частково оновленим рухомим складом.
З 4 жовтня 2016 року, через реконструкцію швидкісного трамваю, маршрут ходив лише, як деповські поїздки маршруту № 3. Частину траси тимчасово перетворено на одноколійну. З червня 2017 року маршрут працює зі зменшеним випуском. Повноцінний рух відновлено 11 грудня 2017 року.

### Сучасний маршрут

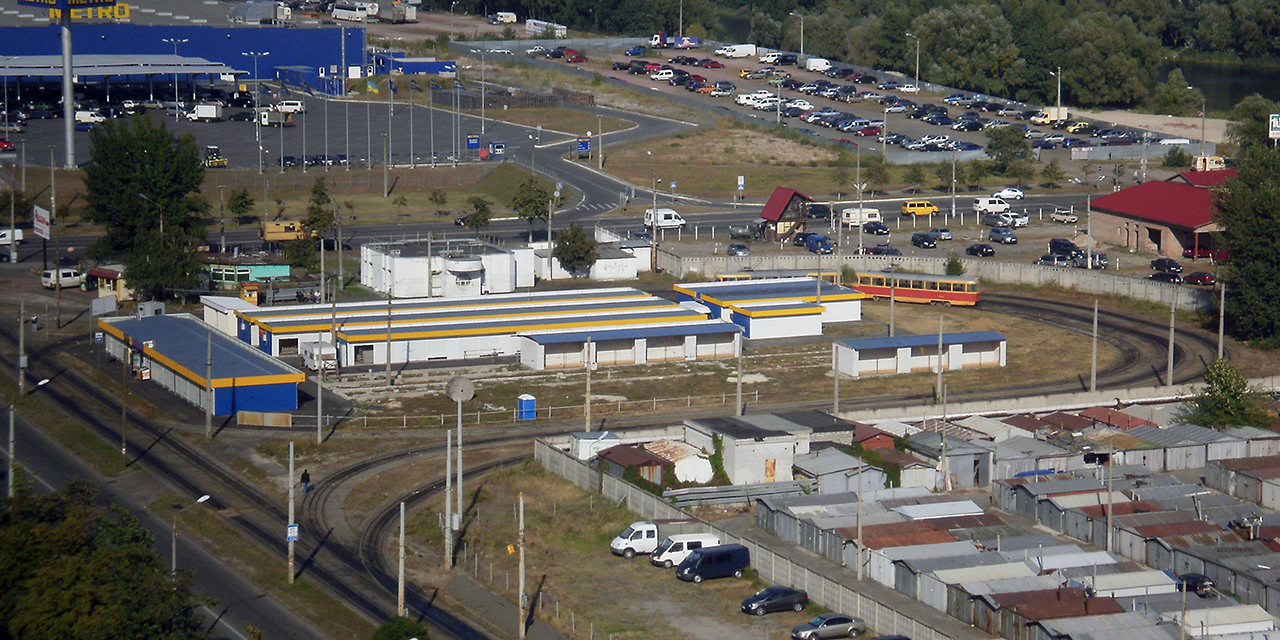
розворотне кільце «Вулиця Сержа Лифаря»

| Рух до Михайлівської Борщагівки |
| --- |
| Станція «Старовокзальна» — вул. Старовокзальна — вул. Жилянська — вул. Борщагівська — просп. Любомира Гузара — просп. Леся Курбаса — вул. Володимира Покотила — бул. Миколи Руденка — вул. Симиренка — Михайлівська Борщагівка |

| Рух до станції «Старовокзальна» |
| --- |
| Михайлівська Борщагівка — вул. Симиренка — бул. Миколи Руденка — вул. Володимира Покотила — просп. Леся Курбаса — просп. Любомира Гузара — вул. Борщагівська — вул. Жилянська — вул. Старовокзальна — Станція «Старовокзальна» |

### №1к
| Фото          | Відкрито       | Закрито                                        | Маршрут курсування                              | Депо         | Тяга       |
|               | 13 травня 1989 | 29 жовтня 2006                                 | Вулиця Старовокзальна — Михайлівська Борщагівка | Ім. Шевченка | електрична |
| 1 серпня 2007 | 8 квітня 2008  | Ст. «Площа Перемоги» — Михайлівська Борщагівка |                                                 | Ім. Шевченка | електрична |
| 8 квітня 2008 | 12 жовтня 2008 | Ст. «Політехнічна» — Михайлівська Борщагівка   |                                                 | Ім. Шевченка | електрична |

Трамвай № 1к з'явився у Києві 1989 року, курсуючи за маршрутом «Вулиця Старовокзальна — Михайлівська Борщагівка». За таким маршрутом він ходив до 2006 року, коли його було перейменовано в № 1. На фото — трамвай прибув на станцію «Політехнічна» та курсує до вулиці Старовокзальної.
Ще раз № 1к з'явився 2008 року, під час реконструкції швидкісного трамвая. Спочатку він курсував від Михайлівської Борщагівки до площі Перемоги, а згодом — до станції «Політехнічна».
У 2021 році трамвай 1к запустили тимчасово у зв'язку з ремонтом трамвайного проміжку де зараз ст. Зодчих[джерело?]

## №2
Трамвай № 2 з'єднує житлові масиви Михайлівська Борщагівка та Микільська Борщагівка між собою, а також з ринками і торговими центрами. Деяка частина маршруту є швидкісною (правобережна лінія). Відкрито 16 жовтня 2010 року. Також використовується маршрутом № 3 для виїзду з депо та навпаки.

### Сучасний маршрут
| Рух до Михайлівської Борщагівки |
| --- |
| Станція «Кільцева дорога» — просп. Леся Курбаса — вул. Володимира Покотила — бул. Миколи Руденка — вул. Симиренка — Михайлівська Борщагівка |

| Рух до станції «Кільцева дорога» |
| --- |
| Михайлівська Борщагівка — вул. Симиренка — бул. Миколи Руденка — вул. Володимира Покотила — просп. Леся Курбаса — Станція «Кільцева дорога» |

## №3
Трамвай № 3 з'єднує житловий масив Борщагівка із залізничним вокзалом, метрополітеном та станцією міської електрички «Борщагівка». Цей швидкісний маршрут відкрито 16 жовтня 2010 року.

### Сучасний маршрут
| Рух до станції «Кільцева дорога» |
| --- |
| Станція «Старовокзальна» — вул. Старовокзальна — вул. Жилянська — вул. Борщагівська — просп. Любомира Гузара — просп. Леся Курбаса — Станція «Кільцева дорога» |

| Рух до станції «Старовокзальна» |
| --- |
| Станція «Кільцева дорога» — просп. Леся Курбаса — просп. Любомира Гузара — вул. Борщагівська — вул. Жилянська — вул. Старовокзальна — Станція «Старовокзальна» |

## №4
Трамвай № 4 з'єднує житловий масив Вигурівщина-Троєщина зі станцією міської електрички «Райдужний». Швидкісний маршрут відкрито 24 жовтня 2012 року.

### Сучасний маршрут
| Рух до станції «Троєщина-2»                                                                  |
| -------------------------------------------------------------------------------------------- |
| Станція «Милославська» — вул. Оноре де Бальзака — вул. Петра Вершигори — Станція «Райдужний» |

| Рух до станції «Милославська»                                                                |
| -------------------------------------------------------------------------------------------- |
| Станція «Райдужний» — вул. Петра Вершигори — вул. Оноре де Бальзака — Станція «Милославська» |

## №5
Трамвай № 5 з'єднує житловий масив Вигурівщина-Троєщина зі станцією міської електрички «Райдужний». Маршрут Лівобережної лінії Київського швидкісного трамвая, але йде далі по нешвидкісній лінії до кільця «Вулиця Сержа Лифаря». Є подовженою версією маршруту № 4.

### Сучасний маршрут
| Рух до станції «Райдужний» |
| --- |
| Вулиця Сержа Лифаря — вул. Миколи Закревського — вул. Милославська — вул. Оноре де Бальзака — вул. Петра Вершигори — Станція «Райдужний» |

| Рух до вулиці Лифаря |
| --- |
| Станція «Райдужний» — вул. Вершигори — вул. Оноре де Бальзака — вул. Милославська — вул. Миколи Закревського — Вулиця Сержа Лифаря |

### Цікаві факти
- Маршрут на своєму шляху має зупинки з однаковою назвою: «Вулиця Милославська» і «Станція „Милославська“», «Вулиця Олександри Екстер» і «Станція „Олександри Екстер“», «Вулиця Сержа Лифаря» і «Станція „Сержа Лифаря“».

## № 6

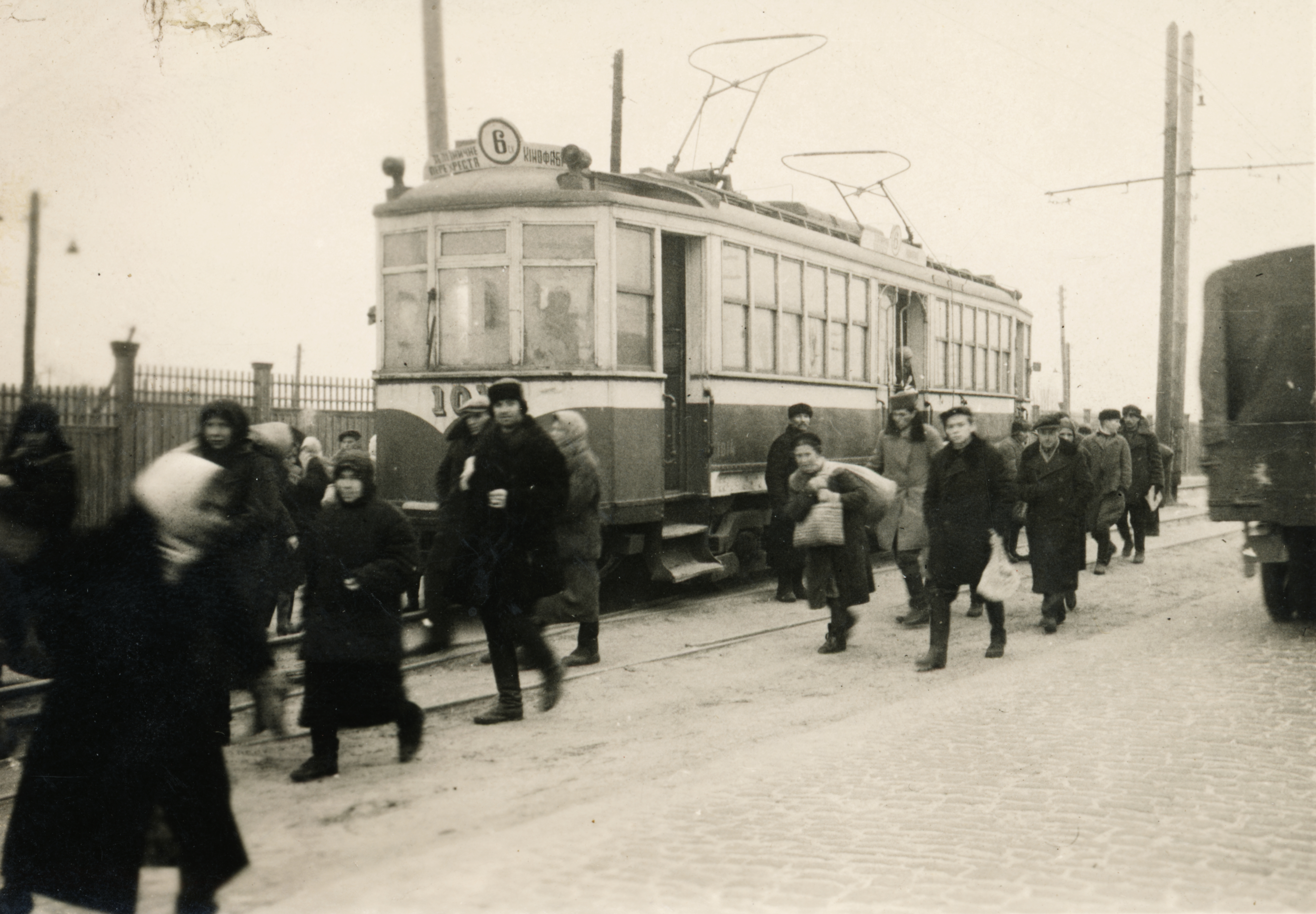
Трамвай № 6, який 1942 року курсував за маршрутом «Залізничне перехрестя — Кінофабрика»

## №7
Трамвай № 7 з'єднував селище Пуща-Водиця з площею Тараса Шевченка, проходячи відокремленою трасою через Пущеводицький ліс. Фактично був коротким варіантом маршруту № 12, повністю дублюючи його на усій протяжності маршруту.

### Історія
Трамвай № 7 з'явився у Києві на початку 20-го століття та з'єднував Бессарабську площу з Печерськом та Києво-Печерською лаврою. У 30-х та 50-х роках курсував від Бесарабської площі до вулиці Польової. Починаючи з першої половини 60-х років, з'днував залізничний вокзал з Відрадним масивом. Цей маршрут було скорочено 1978 року до станції метро "Завод «Більшовик», а 1982 року закрито.
У Пущі-Водиці 7-й трамвай з'явився влітку 1997 року, і став скороченим варіантом маршруту № 12, що курсує з Контрактової площі до 14-ї лінії у Пущі-Водиці, і з'єднував селище з площею Тараса Шевченка. На початку свого існування маршрут ходив більш-менш регулярно, але до 2012 року на ньому залишився лише один трамвай, завдяки чому інтервал на маршруті становить близько півтори години. Маршрут працює лише за призначенням.

### Особливості маршруту
Трамваї 7-го маршруту більшу частину свого руху проїжджали по відокремленій лісовій трасі, що сприймається жителями Києва як певна екзотика. Тому кияни полюбляють їздити на відпочинок у Пущу-Водицю саме на трамваї.
Інколи буває, що узимку лісову трасу засипає снігом — тоді трамваї кілька днів не ходили, чекаючи, поки розчистять замети.

### Останній маршрут
| Рух до площі Тараса Шевченка                                                                                          |
| --- |
| 14-та лінія — вул. Миколи Юнкерова — вул. Федора Максименка — Лісова траса — вул. Пуща-Водицька — пл. Тараса Шевченка |

| Рух до Пущі-Водиці |
| --- |
| пл. Тараса Шевченка — вул. Пуща-Водицька — Лісова траса — вул. Федора Максименка — вул. Миколи Юнкерова — 14-та лінія |

## №8

### Сучасний маршрут
| Рух до станції метро «Позняки» |
| --- |
| Ст. м. Лісова — вул. Гетьмана Павла Полуботка — просп. Леоніда Каденюка — вул. Гната Хоткевича — вул. Павла Усенка — вул. Пластова — Харківське шосе — Привокзальна вул. — Ялтинська вул. — вул. Дениса Антіпова — Тростянецька вул. — вул. Анни Ахматової — просп. Петра Григоренка — Ст. м. Позняки |

| Рух до станції метро «Лісова» |
| --- |
| Ст. м. Позняки — просп. Петра Григоренка — вул. Анни Ахматової — Тростянецька вул. — вул. Дениса Антіпова — Ялтинська вул. — Привокзальна вул. — Харківське шосе — вул. Пластова — вул. Павла Усенка — вул. Гната Хоткевича — просп. Леоніда Каденюка — вул. Гетьмана Павла Полуботка — Ст. м. Лісова |

## №9
Закритий маршрут. Раніше курсував від контрактової площі до голосіївської площі. 1980 року скорочено до московської площі. Скасований у 1996 році.

## №10
На 1979 р. курсував за маршрутом Вокзал – Голосіївська площа.
Маршрут руху: Вокзал – вулиця Петлюри – вулиця Саксаганського – вулиця Володимирська – вулиця Короленківська – вулиця Малевича – вулиця Байкова – вулиця Грінченка – вулиця Ізюмська – Голосіївський проспект – Голосіївська площа.

## №11

### Сучасний маршрут
| Рух до Контрактової площі |
| --- |
| вул. Йорданська — вул. Йорданська — вул. Героїв полку «Азов» — вул. Добринінська — вул. Семена Скляренка (зал. пл. Пріорка) — Петропавлівська площа — вул. Кирилівська — вул. Щекавицька — вул. Костянтинівська — вул. Спаська — Контрактова площа |

| Рух до вулиці Йорданської |
| --- |
| Контрактова площа — вул. Спаська — вул. Межигірська — вул. Щекавицька — вул. Костянтинівська — вул. Оленівська — вул. Кирилівська — Петропавлівська площа — вул. Семена Скляренка (зал. пл. Пріорка) — вул. Добринінська — вул. Героїв полку «Азов» — вул. Йорданська — вул. Йорданська |

### № 11К (тимчасово)

#### Сучасний маршрут
| Рух до вулиці Скляренка |
| --- |
| вул. Йорданська — вул. Йорданська — вул. Героїв полку «Азов» — вул. Добринінська — вул. Семена Скляренка (зал. пл. Пріорка) |

| Рух до вулиці Йорданської                                                                                                   |
| --- |
| вул. Семена Скляренка (зал. пл. Пріорка) — вул. Добринінська — вул. Героїв полку «Азов» — вул. Йорданська — вул. Йорданська |

## №12
Трамвай № 12 з'єднує селище Пуща-Водиця з основною частиною міста, проходячи відокремленою трасою через Пущеводицький ліс. Є одним з найстаріших трамвайних маршрутів Києва, а також найдовшим маршрутом.

### Історія
Трамвайний маршрут № 12 з'явився у Пущі-Водиці у 20-х роках XX століття, та прийшов на зміну маршруту № 19, що курсував за аналогічною трасою. Під час окупації Києва у Другій Світовій війни не курсував, однак після звільнення міста рух по маршруту було відновлено 1944 року. У 40-х роках 12-й маршрут обслуговували трамваї, що складалися з трьох вагонів, проте через необхідність розвивати велику швидкість на лісовій колії їх було замінено на одновагонні. 1949 року у трасі маршруту відбулися зміни — трамвайні колії були перенесені з вулиці Вишгородської на вулицю Старозабарську, а в середині 1960-х років — на вулицю Автозаводську. Так маршрут набув сучасного вигляду.
У 50-х роках зафіксовано існування трамвайного маршруту № 12к, що курсував від Подільського депо до Пущі-Водиці.
Нині трамвай обслуговується трамвайними вагонами марки Tatra T3 — частіше вагони їздять поодинці, однак інколи, на поминальні дні, пускають зчепи з двох вагонів. Інтервал становить від 10 хвилин до півгодини.

### Особливості маршрута
Маршрут № 12 є фактично єдиним транспортом, що регулярно обслуговує Пущу-Водицю. Влітку сюди з'їжджаються відпочивальники і тоді навантаження на маршрут є найбільшим.
Також особливістю маршруту є те, що він велику частину свого шляху проходить по відокремленій лісовій трасі, де не дублюється жодною іншою дорогою. Інколи буває, що узимку лісову трасу засипає снігом — тоді трамваї кілька днів не ходять, чекаючи, поки розчистять замети. Так трапилося, зокрема, у грудні 2012 року.

### Сучасний маршрут
| Рух до Контрактової площі |
| --- |
| 14-та лінія — вул. Миколи Юнкерова — вул. Федора Максименка — лісова траса — вул. Пуща-Водицька — пл. Тараса Шевченка (автостанція «Полісся») — вул. Полярна — вул. Автозаводська — вул. Семена Скляренка (зал. пл. Вишгородська) — Петропавлівська площа — вул. Кирилівська — [[Щекавицька вулиця (Київ)\|вул. Щекавицька]] — вул. Костянтинівська — вул. Спаська — Контрактова площа |

| Контрактова площа — вул. Спаська — вул. Межигірська — вул. Щекавицька — вул. Костянтинівська — вул. Оленівська — вул. Кирилівська — Петропавлівська площа — вул. Семена Скляренка (зал. зупинка Вишгородська) — вул. Автозаводська — вул. Полярна — пл. Тараса Шевченка (автостанція «Полісся») — вул. Пуща-Водицька — лісова траса — вул. Федора Максименка — вул. Миколи Юнкерова — 14-та лінія
| Рух до Пущі-Водиці |
| ------------------ |

## №13
Відкритий у 1910 році, початково курсував від Вокзалу до Церкви Різдва Христового. 2000 року перенумерований на маршрут № 18.

## №14

### Сучасний маршрут
| Рух до Контрактової площі |
| --- |
| Автогенний завод — Відрадний просп. — бульв. Вацлава Гавела — вул. Миколи Василенка — вул. Дегтярівська — вул. Дмитрівська — вул. Глибочицька — вул. Нижній Вал — вул. Верхній Вал — вул. Костянтинівська — вул. Спаська — Контрактова площа |

| Рух до Автогенного заводу |
| --- |
| Контрактова площа — вул. Спаська — вул. Межигірська — вул. Верхній Вал — вул. Нижній Вал — вул. Глибочицька — вул. Дмитрівська — вул. Дегтярівська — вул. Миколи Василенка — бульв. Вацлава Гавела — Відрадний просп. — Автогенний завод |

## №15

### Сучасний маршрут
| Рух до вулиці Старовокзальної |
| --- |
| Автогенний завод — Відрадний просп. — бульв. Вацлава Гавела — вул. Миколи Василенка — вул. Дегтярівська — вул. Дмитрівська — вул. Бульварно-Кудрявська — вул. Жилянська — вул. Старовокзальна — Старовокзальна вулиця |

| Рух до Автогенного заводу |
| --- |
| Старовокзальна вулиця — вул. Старовокзальна — вул. Жилянська — вул. Бульварно-Кудрявська — вул. Дмитрівська — вул. Дегтярівська — вул. Миколи Василенка — бульв. Вацлава Гавела — Відрадний просп. — Автогенний завод |

## №16

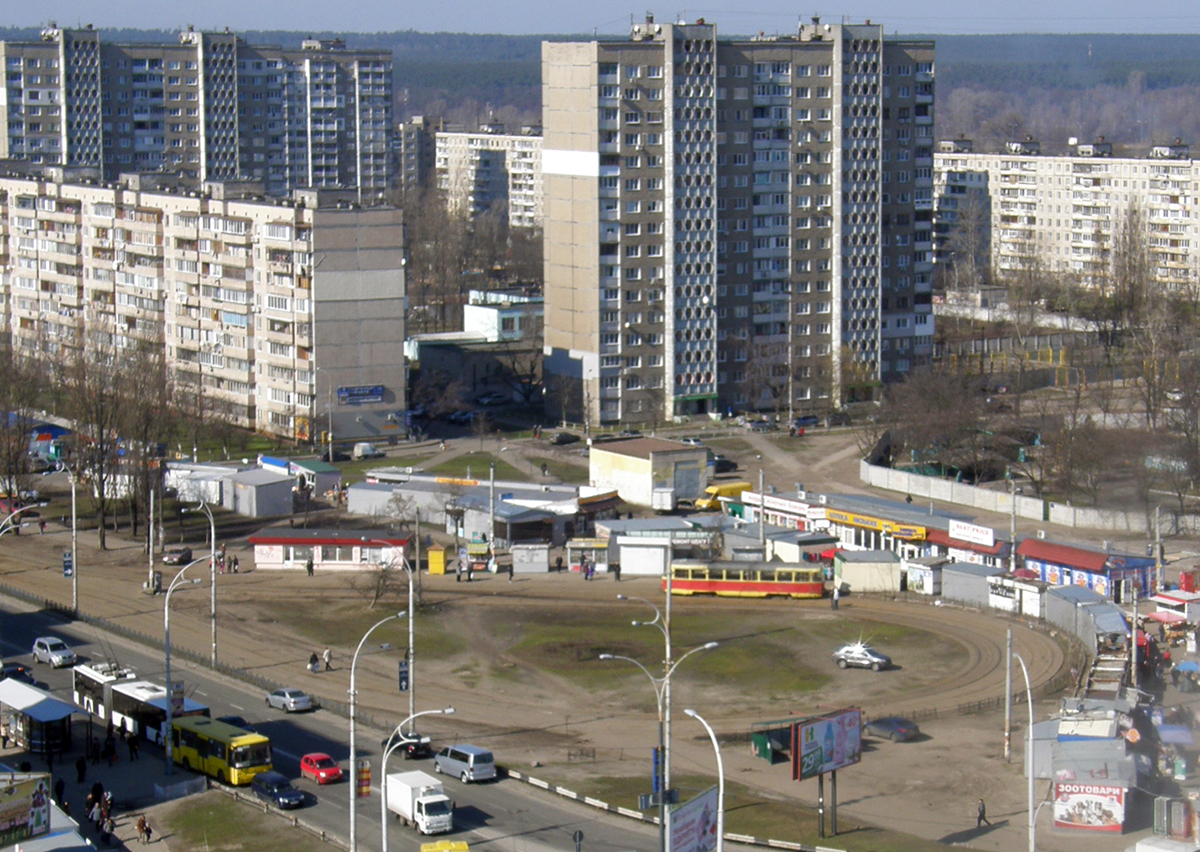
Трамвайне кільце «Героїв Дніпра»

### Сучасний маршрут
| Рух до Контрактовоі площі |
| --- |
| Станція метро «Героїв Дніпра» — вул. Героїв Дніпра — вул. Зої Гайдай — вул. Левка Лук'яненка — вул. Героїв полку «Азов» — вул. Добринінська —— вул. Семена Скляренка (зал. зупинка Вишгородська) — Петропавлівська площа — вул. Кирилівська — вул. Щекавицька — вул. Костянтинівська — вул. Спаська — Контрактова площа |

| Рух до станції метро «Героїв Дніпра» |
| --- |
| Контрактова площа — вул. Спаська — вул. Межигірська — вул. Щекавицька — вул. Костянтинівська — вул. Оленівська — вул. Кирилівська — Петропавлівська площа — вул. Семена Скляренка (зал. зупинка Вишгородська) —вул. Добринінська — вул. Героїв полку «Азов» — вул. Левка Лук'яненка — вул. Зої Гайдай — вул. Героїв Дніпра — Станція метро «Героїв Дніпра» |

## №17
Маршрут курсував у 1970-х роках від Борщагівки до ВАТ «Більшовик». 1978 року його було скасовано.
20 жовтня 2014 року маршрут було організовано від пл. Шевченка до вул. Йорданської у будні дні. Ходив рідко.
У серпні 2017 року маршрут на щоденній основі подовжили до Пуща-Водиці — спочатку тимчасово, потім постійно.

### Сучасний маршрут
| Рух до Пущі-Водиці |
| --- |
| вул. Йорданська — вул. Йорданська — вул. Героїв полку «Азов» — вул. Добринінська — вул. Семена Скляренка (зал. зупинка Вишгородська) — вул. Автозаводська — вул. Полярна — Площа Тараса Шевченка — Ліснича траса — вул. Федора Максименка — 5 лінія — вул. Миколи Юнкерова — Пуща-Водиця |

| Рух до вулиці Йорданської |
| --- |
| Пуща-Водиця — вул. Миколи Юнкерова — 5 лінія — вул. Червонофлотська — Ліснича траса — Площа Тараса Шевченка — вул. Полярна — вул. Автозаводська — вул. Семена Скляренка (зал. зупинка Вишгородська) — вул. Добринінська — вул. Героїв полку «Азов» — вул. Йорданська — вул. Йорданська |

## №18

### Сучасний маршрут
| Рух до Контрактової площі |
| --- |
| Старовокзальна вулиця — вул. Старовокзальна — вул. Жилянська — вул. Бульварно-Кудрявська — вул. Дмитрівська — вул. Глибочицька — вул. Нижній Вал — вул. Верхній Вал — вул. Костянтинівська — вул. Спаська — Контрактова площа |

| Рух до Старовокзальної вулиці |
| --- |
| Контрактова площа — вул. Спаська — вул. Межигірська — вул. Верхній Вал — вул. Нижній Вал — вул. Глибочицька — вул. Дмитрівська — вул. Бульварно-Кудрявська — вул. Жилянська — вул. Старовокзальна — Старовокзальна вулиця |

## №19

### Сучасний маршрут
| Рух до Контрактової площі |
| --- |
| Площа Тараса Шевченка — вул. Полярна — вул. Автозаводська — вул. Семена Скляренка (зал. зупинка Вишгородська) — Петропавлівська площа — вул. Кирилівська — вул. Щекавицька — вул. Костянтинівська — вул. Спаська — Контрактова площа |

| Рух до площі Тараса Шевченка |
| --- |
| Контрактова площа — вул. Спаська — вул. Межигірська — вул. Щекавицька — вул. Костянтинівська — вул. Оленівська — вул. Кирилівська — Петропавлівська площа — вул. Семена Скляренка (зал. зупинка Вишгородська) — вул. Автозаводська — вул. Полярна — Площа Тараса Шевченка |

## №20
Трамвай № 20 — закритий трамвайний маршрут у Києві, що у різні часи з'єднував Контрактову площу та Поділ з Печерськом та Києво-Печерською лаврою, та Пущу-Водицю і Куренівку з Старим Києвом. Вперше відкритий 1904 року, закритий 1960 року.

### Історія
1904 року Пуща-Водицька лінія парового трамваю була електрифікована, і до Пущі-Водиці стали курсувати два маршрути електричного трамвая — № 19 до Подолу та № 20 до Старого Києва. Інтервал на маршруті становив близько 30 хвилин улітку та до 1,5 годин узимку. Наприкінці 1910-х років маршрут перестав працювати через поганий стан колії, однак після закінчення бойових дій у Києві він відновлений не був.
Відновити маршрут вирішили лише 1933 року, проте частина колій на Лук'янівці, якими проходив старий маршрут, вже була розібрана, і тому трамваї 20-го маршруту курсували з центру міста на Поділ, а вже далі на Пущу-Водицю. Але така конфігурація була незручною для пасажирів, крім того, на великій частині шляху № 20 повторював частіший маршрут № 12, і все це призвело до того, що через кілька років маршрут був закритий знову.
Втретє 20-й трамвай з'явився у Києві у другій половині 1930-х років, і з'єднував Червону (нині — Контрактову) площу з Печерськом та Звіринцем. В такому вигляді маршрут проіснував до Другої світової війни, а після її завершення був відновлений за дещо зміненим маршрутом — до Києво-Печерської лаври. Змін у його трасі не відбувалося до 1960 року, коли маршрут був закритий та замінений тролейбусом з таким самим номером.

### Рух останнього маршруту №20
| Рух до Контрактової площі |
| --- |
| Києво-Печерська лавра — Лаврська вулиця — Вулиця Івана Мазепи — Вулиця Грушевського — Володимирський узвіз — Вулиця Сагдайдачного — Контрактова площа |

| Рух до Києво-Печерськеої Лаври |
| --- |
| Контрактова площа — Вулиця Сагайдачного — Володимирський узвіз — Вулиця Грушевського — Вулиця Івана Мазепи — Лаврська вулиця — Києво-Печерська лавра |

### Цікаві факти
- Жодна з тих ліній, якими проходив маршрут № 20 в останній версії, нині не існує — лінія нинішньою Лаврською вулицею закрита разом із маршрутом, лінія по вулиці Грушевського від Європейської площі до Кріпосного провулка закрита 1962 року, лінія по Володимирському узвозу та вулиці Сагайдачного демонтована 1977 року, лінії по вулицям Мазепи та Грушевського, що залишилися, закриті 1998 року, а лінія та кільце на Контрактовій площі закриті 2011 року.

## №21
Закритий маршрут, курсував від Контрактової площі до бульвару Перова. Відкритий 5.11.1963 р., закритий 9.06.2004 р.

## №22

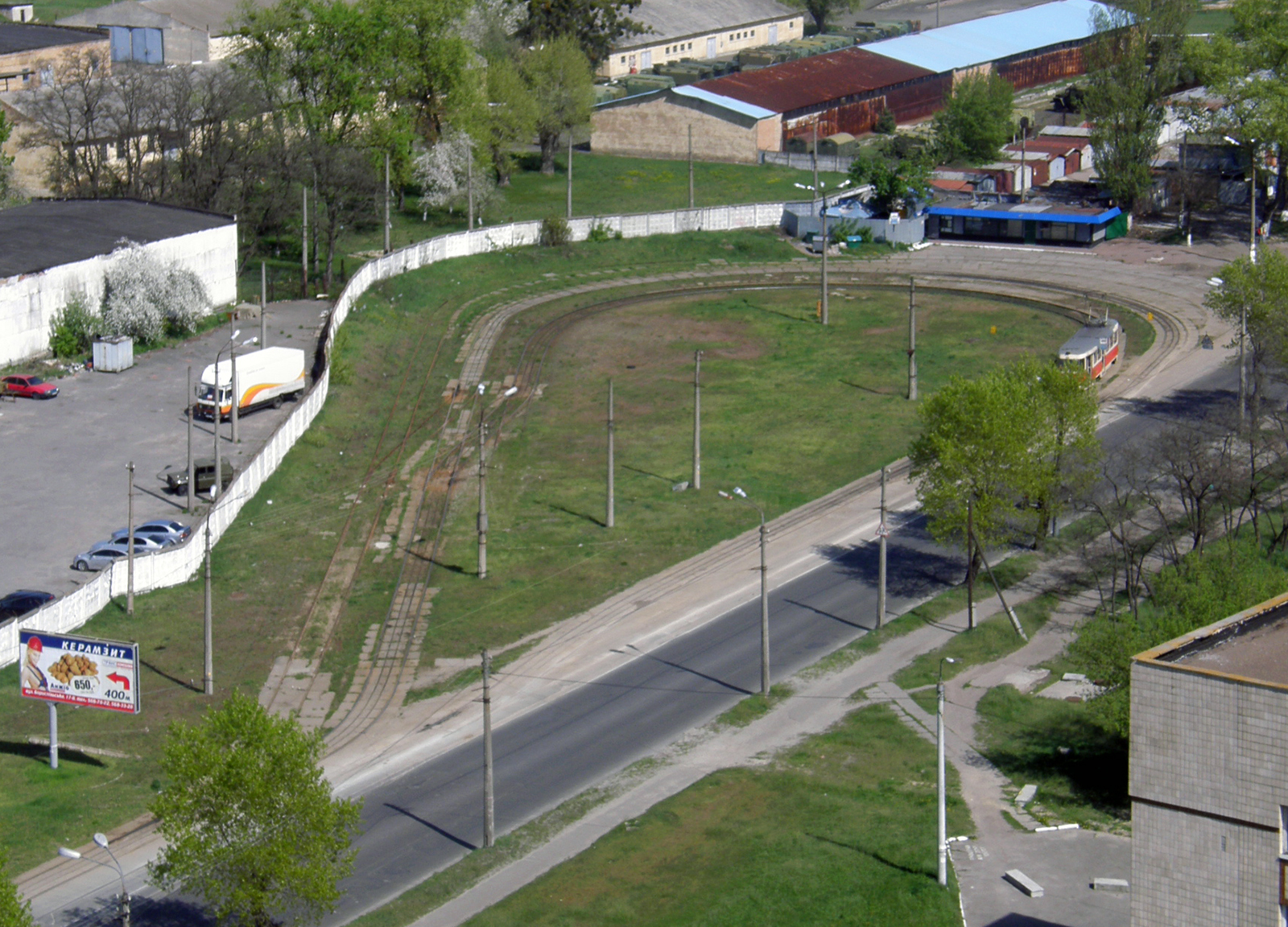
трамвайне кільце ЗЗБК

### Сучасний маршрут
| Рух до ЗЗБК |
| --- |
| просп. Воскресенський — вул. Сулеймана Стальського — вул. Остафія Дашкевича — вул. Миропільська — вул. Братиславська — вул. Гната Хоткевича — вул. Павла Усенка — вул. Івана Сергієнка — Харківське шосе — Привокзальна вул. — Бориспільська вул. — Завод Залізобетонних конструкцій (ЗЗБК) |

| Рух до бульвару Перова |
| --- |
| Завод Залізобетонних конструкцій (ЗЗБК) — Бориспільська вул. — Привокзальна вул. — Харківське шосе — вул. Івана Сергієнка — вул. Павла Усенка — вул. Гната Хоткевича — вул. Братиславська — вул. Миропільська — вул. Остафія Дашкевича — вул. Сулеймана Стальського — просп. Воскресенський |

## №23

### Сучасний маршрут
| Рух до ДВРЗ |
| --- |
| Проспект Алішера Навої — Миропільська вул. — Братиславська вул. — вул. Гната Хоткевича — Азербайджанська вул. — Празька вул. — Алматинська вул. — ДВРЗ |

| Рух до бульвару Перова |
| --- |
| ДВРЗ — Алматинська вул. — Празька вул. — Азербайджанська вул. — вул. Гната Хоткевича — вул. Братиславська — вул. Миропільська — Проспект Алішера Навої |

## №24
№ 25 

### Закритий  маршрут
| Рух до станції метро «Позняки» |
| --- |
| Завод Залізобетонних конструкцій (ЗЗБК) — Бориспільська вул. — Привокзальна вул. — Ялтинська вул. — Славгородська вул. — Тростянецька вул. — вул. Анни Ахматової — просп. Петра Григоренка — Ст. м. Позняки |

| Рух до ЗЗБК |
| --- |
| Ст. м. Позняки — просп. Петра Григоренка — вул. Анни Ахматової — Тростянецька вул. — Славгородська вул. — Ялтинська вул. — Привокзальна вул. — Бориспільська вул. — Завод Залізобетонних конструкцій (ЗЗБК) |

## №26
закритий маршрут трамваю.,ходив від станції метро Лісова до Харківського масиву(насправді був 8К)[джерело?]

## №27
Закритий маршрут, курсував від Палацу спорту до бульвару Перова[джерело?].
З 08.06.2024 маршрут 28Д був перейменований у 27

### Сучасний маршрут
| Рух до станції метро «Позняки» |
| --- |
| Милославська вулиця — Милославська вул. — вул. Миколи Закревського — вул. Рональда Рейгана — вул. Миколи Кибальчича — вул. Остафія Дашкевича — Миропільська вул. — Братиславська вул. — вул. Гната Хоткевича — вул. Павла Усенка — вул. Пластова — Харківське шосе — Привокзальна вул. — Ялтинська вул. — вул. Дениса Антіпова — Тростянецька вул. — вул. Анни Ахматової — просп. Петра Григоренка — Ст. м. Позняки |

| Рух до Милославської вулиці |
| --- |
| Ст. м. Позняки — просп. Петра Григоренка — вул. Анни Ахматової — Тростянецька вул. — вул. Дениса Антіпова — Ялтинська вул. — Привокзальна вул. — Харківське шосе — вул. Пластова — вул. Павла Усенка — вул. Гната Хоткевича — Братиславська вул. — Миропільська вул. — вул. Остафія Дашкевича — вул. Миколи Кибальчича — вул. Рональда Рейгана — вул. Миколи Закревського — Милославська вул. — Милославська вулиця |

## №28

### Сучасний маршрут
| Рух до станції метро «Лісова» |
| --- |
| Милославська вулиця — Милославська вул. — вул. Миколи Закревського — вул. Рональда Рейгана — вул. Миколи Кибальчича — вул. Остафія Дашкевича — Миропільська вул. — Братиславська вул. — вул. Гната Хоткевича — просп. Леоніда Каденюка — вул. Гетьмана Павла Полуботка — Ст. м. Лісова |

| Рух до Милославської вулиці |
| --- |
| Ст. м. Лісова — вул. Гетьмана Павла Полуботка — просп. Леоніда Каденюка — вул. Гната Хоткевича — Братиславська вул. — Миропільська вул. — вул. Остафія Дашкевича — вул. Миколи Кибальчича — вул. Рональда Рейгана — вул. Миколи Закревського — Милославська вул. — Милославська вулиця |

## №29

### Сучасний маршрут
Маршрут 29 був відкритий 1 червня 1956 р. та курсував від Поштової площі до Дарницької площі.
30 квітня 1957 р. був подовжений від Дарницької площі до Дарницького вокзалу.
22 грудня 1957 р. був подовжений від Дарницького вокзалу до ЗЗБК.
10 травня 1958 р. був подовжений від ЗЗБК до Рембази.
1 січня 1960 р. був закритий, відновив роботу 9 жовтня за маршрутом "Дарницький Шовковий Комбінат — Дарницька лікарня".
24 квітня 1961 р. був подовжений від Дарницької Лікарні до Червоного Хутора (нині ст. м. Бориспільська, не плутати зі ст. м. Червоний Хутір)
З 5 листопада 1965 р. по 8 жовтня 1968 р. був тимчасово перенаправлений до Ст. м. Дарниця (ходив по маршруту Ст. м. Дарниця — Червоний Хутір)
8 жовтня 1968 р. був перенаправлений з тимчасової ділянки до Ст. м. Дарниця до Вул. Миропільської (зараз — зупинка "Проспект Алішера Навої")
6 грудня 1979 р. перенаправлений з Вул. Миропільської до Ст. м. Піонерська (зараз — ст. м. Лісова), з того моменту не змінявся.
| Рух до Ст. м. Бориспільська |
| --- |
| Ст. м. Лісова — вул. Гетьмана Павла Полуботка — просп. Леоніда Каденюка — вул. Гната Хоткевича — вул. Павла Усенка — вул. Пластова — Харківське шосе — Привокзальна вул. — Ялтинська вул. — вул. Дениса Антіпова — вул. Володимира Рибака — Ташкентська вул. — Ст. м. Бориспільська |

| Рух до станції метро «Лісова» |
| --- |
| Ст. м. Бориспільська — Ташкентська вул. — вул. Володимира Рибака — вул. Дениса Антіпова — Ялтинська вул. — Привокзальна вул. — Харківське шосе — вул. Пластова — вул. Павла Усенка — вул. Гната Хоткевича — просп. Леоніда Каденюка — вул. Гетьмана Павла Полуботка — Ст. м. Лісова |

## №30
Закритий маршрут. Курсував від вокзалу до печерського мосту.

## №31
Закритий маршрут. Курсував від Контрактової площі до ЗЗБК. Закритий у 2004 році у зв'язку з припиненням трамвайного руху по мосту ім. Патона.

## №32

### Сучасний маршрут
| Рух до ДВРЗ |
| --- |
| Ст. м. Лісова — вул. Гетьмана Павла Полуботка — просп. Леоніда Каденюка — вул. Гната Хоткевича — вул. Павла Усенка — вул. Івана Сергієнка — Празька вул. — Алматинська вул. — ДВРЗ |

| Рух до станції метро «Лісова» |
| --- |
| ДВРЗ — Алматинська вул. — Празька вул. — вул. Івана Сергієнка — вул. Павла Усенка — вул. Гната Хоткевича — просп. Леоніда Каденюка — вул. Гетьмана Павла Полуботка — Ст. м. Лісова |

## №33
Відкритий 1959 року за маршрутом стЗ 1965—1968 курсував за маршрутом метро
| Фото             | Відкрито         | Закрито                                                      | Маршрут курсування |
|                  | 5 листопада 1959 | 5 листопада 1965                                             | ДШК — ДВРЗ.        |
| 5 листопада 1965 | 8 жовтня 1968    | ст. м. «Дарниця» — ДВРЗ                                      |                    |
| 8 жовтня 1968    | 5 листопада 1982 | вул. Миропільська — ДВРЗ                                     |                    |
| 5 листопада 1982 | 1 січня 1993     | вул. Кибальчича — ДВРЗ                                       |                    |
| 1 січня 1993     |                  | вул. Сабурова — ДВРЗ (в години «пік») вул. Кибальчича — ДВРЗ |                    |

### Сучасний маршрут
| Рух до ДВРЗ |
| --- |
| Вулиця Сержа Лифаря — вул. Миколи Закревського — вул. Рональда Рейгана — вул. Миколи Кибальчича — вул. Остафія Дашкевича — Миропільська вул. — Братиславська вул. — вул. Гната Хоткевича — вул. Павла Усенка — вул. Івана Сергієнка — Празька вул. — Алматинська вул. — ДВРЗ |

| Рух до вулиці Олександра Сабурова |
| --- |
| ДВРЗ — Алматинська вул. — Празька вул. — вул. Івана Сергієнка — вул. Павла Усенка — вул. Гната Хоткевича — Братиславська вул. — Миропільська вул. — вул. Остафія Дашкевича — вул. Миколи Кибальчича — вул. Рональда Рейгана — вул. Миколи Закревського — Вулиця Сержа Лифаря |

## №34
Закритий маршрут трамваю, ходив від Бульвару Перова до станції метро Дарниця[джерело?]
| Фото          | Відкрито         | Закрито                                | Маршрут курсування                    | Депо      | Тяга       |
|               | 5 листопада 1965 | 8 жовтня 1968                          | Воскресенка — Станція метро «Дарниця» | Дарницьке | електрична |
| 8 жовтня 1968 | 1 грудня 1970    | Воскресенка — Вулиця Сюсюри            | Дарницьке                             |           | електрична |
| 1 грудня 1970 | 1 січня 2003     | Контрактова площа — Вулиця Ентузіастів | Дарницьке, ім. Красіна                |           | електрична |

Трамвай № 34 — закритий маршрут, що з'єднував Контрактову площу та Поділ з Набережним шосе, а також масивами Березняки та Русанівка. Відкритий за іншим маршрутом 1965 року, закритий 2003 року.

### Історія
Вперше в Києві трамвай під номером 34 з'явився 5 листопада 1965 року у зв'язку з відкриттям нової станції метрополітену «Дарниця». Він сполучав з нею житловий масив Воскресенку, довжина маршруту становила 11.34 км, час проїзду 31-33 хвилини.
8 жовтня 1968 року лінію метрополітену подовжили до станції «Комсомольська» (нині — «Чернігівська»), і у зв'язку з цим маршрут № 34 було змінено. Тепер він курсував по маршруту «Воскресенка — Вулиця Сюсюри», проходячи через станцію «Чернігівська». Довжина маршруту — 12.3 км, час руху — 38 хвилин.
1 грудня 1970 року відкрили новий маршрут № 34 до новозбудованого трамвайного кільця «Вулиця Ентузіастів» поблизу житлових масивів Русанівка та Березняки, другою кінцевою була Контрактова площа. Цей новий маршрут через Дніпро курсував в години «пік» у будні дні та обслуговувався спільно трамвайним депо імені Красіна та Дарницьким трамвайним депо. Довжина маршруту 20.1 км, час руху близько 1 години.
Починаючи з 3 вересня 1973 року маршрут обслуговувався виключно депо ім. Красіна.
Маршрут № 34 закривався у 1986 та з 1987 по 1988 роки, але згодом відновлювався. Починаючи з 1990-х років, поступово маршрут став втрачати популярність та ходити усе рідше, і до 2002 року по маршруту здійснювалося тільки три відправлення в день, що відходили з Контрактової площі о 6:32, 7:04 та 7:36. Крім того, маршрут повністю дублювався на своєму шляху маршрутами № 21, 27 та 31. Тож з 1 січня 2003 року маршрут скасували.

### Рух останнього маршруту №34
| Рух до Контрактової площі |
| --- |
| Вулиця Ентузіастів — просп. Возз'єднання — Міст Патона — Набережне шосе — вул. Набережно-Хрещатицька — вул. Ігорівська — вул. Братська — вул. Іллінська — Контрактова площа |

| Рух до вулиці Ентузіастів |
| --- |
| Контрактова площа — вул. Іллінська — вул. Братська — вул. Ігорівська — вул. Набережно-Хрещатицька — Набережне шосе — Міст Патона — просп. Возз'єднання — Вулиця Ентузіастів |

## №35
| Фото           | Відкрито       | Закрито                                      | Маршрут курусвання                | Депо      | Тяга       |
|                | 1 грудня 1970  | 1 липня 1985                                 | Палац Спорту — Вулиця Ентузіастів | Дарницьке | електрична |
| 1 липня 1985   | 1 вересня 1994 | Вокзал — Вулиця Ентузіастів                  | Дарницьке, ім. Красіна            |           | електрична |
| 1 вересня 1994 | 1 січня 1995   | Вулиця Старовокзальна — Вулиця Ентузіастів   | Дарницьке                         |           | електрична |
| 1 березня 1998 | діє            | Ст. м. «Лісова» — Вулиця Олександра Сабурова | Дарницьке                         |           | електрична |

### Сучасний маршрут
| Рух до станції метро «Лісова» |
| --- |
| Вулиця Сержа Лифаря — вул. Миколи Закревського — вул. Рональда Рейгана — вул. Миколи Кибальчича — вул. Остафія Дашкевича — Миропільська вул. — Братиславська вул. — вул. Гната Хоткевича — просп. Юрія Гагаріна — вул. Попудренка — Ст. м. Лісова |

| Рух до вулиці Сержа Лифаря |
| --- |
| Ст. м. Лісова — вул. Попудренка — просп. Юрія Гагаріна — вул. Гната Хоткевича — Братиславська вул. — Миропільська вул. — вул. Остафія Дашкевича — вул. Миколи Кибальчича — вул. Рональда Рейгана — вул. Миколи Закревського — Вулиця Сержа Лифаря |

## Трамвайні маршрути під час карантину 2020
Під час карантину, з 23 березня по 23 травня за рішенням КМДА кількість трамвайних маршрутів було скорочено до 6:
- № 1 «Михайлівська Борщагівка — станція „Старовокзальна“»;
- № 12 «Пуща-Водиця — Контрактова площа»;
- № 14 «Просп. Відрадний — Контрактова площа»;
- № 16 «Ст. м. „Героїв Дніпра“ — Контрактова площа»;
- № 22 «Б-р Перова — завод ЗБК»;
- № 28-Д «Просп. Ватутіна — ст. м „Позняки“».

При цьому з 18 по 25 березня діяла постанова уряду, що забороняла одночасне перевезення більше ніж 10 пасажирів у салоні, з 25 березня ця норма була дещо пом'якшена — дозволяється одночасно перевозити пасажирів у кількості, що складає до половини кількості місць для сидіння, передбачених технічною характеристикою транспортного засобу.